# Allemagne au Concours Eurovision de la chanson 1992
L’Allemagne a participé au Concours Eurovision de la chanson 1992 le 9 mai à Malmö.
Le pays est représenté par le groupe Wind et la chanson Träume sind für alle da, sélectionnés par la Mitteldeutscher Rundfunk à travers une finale nationale.

## Sélection

### Ein Lied für Stockholm
La sélection finale a lieu le 30 mars 1992 à la Rotehornhalle de Magdebourg, animée par Carmen Nebel. Le gagnant est sélectionné par les votes des jurys régionaux situés chez les onze diffuseurs régionaux de l'ARD qui ont chacun voté pour leur chanson préférée. Chaque jurt régional est composée de dix téléspectateurs qui attribuent à chaque chanson de 1 à 3 points. La chanson avec le plus de sélections reçoit un point supplémentaire pour départager.
Ainsi, Wind l'emporte avec sept voix sur onze, les scores oscillant entre 18 (SDR, WDR) et 24 (SWF). Le groupe Blaue Engel est le favoris des jurys du BR (25 points), du SFB (27 points) et du MDR avec 20 points. La favorite du jury HR, Lena Valaitis, reçoit également 20 points.
| Place | Ordre de passage | Interprète     | CHanson Compositeur (M) et paroles (T)                                                         | Langue   | Points |
| ----- | ---------------- | -------------- | ---------------------------------------------------------------------------------------------- | -------- | ------ |
| 1.    | 6                | Wind           | Träume sind für alle da M: Ralph Siegel; T: Bernd Meinunger                                    | Allemand | 7      |
| 2.    | 4                | Blaue Engel    | Licht am Horizont M/T: Hendrik Borsitz, Uwe Hiob                                               | Allemand | 3      |
| 3.    | 5                | Lena Valaitis  | Wir seh’n uns wieder M: Ralph Siegel; T: Bernd Meinunger                                       | Allemand | 1      |
| 4.    | 1                | Bernhard Brink | Der letzte Traum M: Francesco Bruletti, Eugen Römer; T: Ingrid Reith                           | Allemand | 0      |
| 4.    | 2                | Relax          | Blue farewell river M: Claus Mathias-Clamath, Ferdinand Förster; T: Hans Greiner, Reiner Michl | Anglais  | 0      |
| 4.    | 3                | Susan Schubert | Shalalaika M/T: Willy Klüter, Anna Rubach                                                      | Anglais  | 0      |

## À l'Eurovision
La chanson passe en 22e place lors de la soirée (suivant Visjoner interprétée par Merethe Trøan pour la Norvège et précédant Wijs me de weg interprétée par Humphrey Campbell pour les Pays-Bas.
À la fin du vote, la chanson obtient 27 points, se plaçant 16e sur 23 participants.

### Points attribués par l'Allemagne
| 12 points | Royaume-Uni |
| 10 points | Irlande     |
| 8 points  | Portugal    |
| 7 points  | Pays-Bas    |
| 6 points  | Islande     |
| 5 points  | Danemark    |
| 4 points  | Israël      |
| 3 points  | France      |
| 2 points  | Yougoslavie |
| 1 point   | Italie      |

### Points attribués à l'Allemagne
| 12 points | 10 points  | 8 points   | 7 points  | 6 points              |
| --------- | ---------- | ---------- | --------- | --------------------- |
|           | - Portugal |            |           | - Belgique - Portugal |
| 5 points  | 4 points   | 3 points   | 2 points  | 1 point               |
|           |            | - Danemark | - Irlande |                       |